# No Substance
No Substance to album grupy punkrockowej Bad Religion z 1998 roku.

## Lista utworów
1. "Hear It" – 1:49
2. "Shades Of Truth" – 4:01
3. "All Fantastic Images" – 2:08 (Graffin/Baker)
4. "The Biggest Killer In American History" – 2:14
5. "No Substance" – 3:04
6. "Raise Your Voice!" – 2:55
7. "Sowing The Seeds Of Utopia" – 2:01
8. "The Hippy Killers" – 3:01
9. "The State Of The End Of The Millennium Address" – 2:22 (Graffin/Baker)
10. "The Voracious March Of Godliness" – 2:27
11. "Mediocre Minds" – 1:56 (Graffin/Hetson)
12. "Victims Of The Revolution" – 3:17 (Graffin/Baker)
13. "Strange Denial" – 3:02
14. "At The Mercy Of Imbeciles" – 1:34 (Graffin/Baker/Hetson)
15. "The Same Person" – 2:49 (Graffin/Baker/Bentley)
16. "In So Many Ways" – 3:04

## Skład grupy
- Greg Graffin – śpiew
- Brian Baker – gitara
- Greg Hetson – gitary
- Jay Bentley – gitara basowa
- Bobby Schayer – perkusja